# Stazione di Ronza
La stazione di Ronza era una delle stazioni intermedie della ferrovia a scartamento ridotto Dittaino-Piazza Armerina-Caltagirone dismessa nel 1971.

## Storia
La stazione di Ronza venne inaugurata il 7 settembre 1920 contestualmente all'apertura al traffico della tratta Valguarnera-Piazza Armerina della linea proveniente da Dittaino. La stazione era posta al km 27+700 della ferrovia, a 791 m sul livello del mare, immersa nel fitto bosco circostante della Ronza.
Nelle adiacenze  passava la vecchia sede della strada statale 117 bis. La stazione venne dismessa, assieme alla ferrovia, nel 1971. Oggi è sede del ristorante "Antica Stazione".

## Strutture e impianti
L'edificio principale di stazione era un piccolo fabbricato ad un livello di forma classica a 3 luci di prospetto. Affiancato ad esso a destra insisteva il magazzino merci con tettoia a binario tronco affiancato con piano caricatore, a sinistra il piccolo edificio delle ritirate. Di fronte al fabbricato 2 binari senza marciapiedi e senza pensiline per il servizio viaggiatori.

## Movimento
Il quadro orario prevedeva, nel 1938, 3 coppie di treni giornalieri per Dittaino e viceversa e 2 coppie di treni per Piazza Armerina e viceversa; di questi una coppia era di categoria omnibus il resto era di categoria misto tutti effettuati con trazione a vapore.
L'immissione in servizio delle automotrici RALn 60 all'inizio degli anni cinquanta permise un sostanziale miglioramento dell'offerta: i treni da e per Dittaino divennero 7 coppie di cui una sola, di materiale ordinario e trazione a vapore (di categoria omnibus), quelli per Piazza Armerina furono 5 coppie (di cui una di categoria omnibus). La percorrenza media si dimezzò.
L'orario invernale del 1970 prevedeva l'effettuazione di 6 coppie di treni (con automotrici) per Dittaino e Piazza Armerina.